# Langues iraniennes du Sud-Ouest
Les langues iraniennes du Sud-Ouest sont un des deux sous-groupes des langues iraniennes occidentales.

## Périodisation des langues iraniennes du Sud-Ouest

### Période du vieil iranien
L'une des deux langues iraniennes attestée à l'époque ancienne, le vieux-perse, appartient au sous-groupe du Sud-Ouest. L'autre langue, l'avestique est une langue iranienne orientale. 

### Période dumoyen iranien
Le moyen-perse suit la période du vieux perse et est largement attesté.

### L'iranien moderne
À partir des VIIIe – IXe siècles, une riche littérature est connue en persan classique. Les langues contemporaines apparaissent. Le persan se différencie en plusieurs formes régionales, le tadjik, en Afghanistan et au Tadjikistan, le dari et l'hazara en Afghanistan.

## Classification
- Langues du Sud-Ouest
  - vieux-perse
  - moyen-perse ou pehlevi
  - persan : farsi, dari, tadjik, judéo-persan, hazara
  - tat
    - judéo-tat

  - bakhtiari et luri
  - Achomi
    - bashkardi
    - kumzari

## Sources
- Oranskij, Iosif M., Les langues iraniennes, traduit par Joyce Blau, Institut d'études iraniennes de l'Université de la Sorbonne Nouvelle, documents et ouvrages de référence 1, Paris : Librairie C. Klincksieck, 1977  (ISBN 2-252-01991-3)